# Annie Lemoine
Pour les articles homonymes, voir Lemoine.
Annie Lemoine, née le 22 décembre 1957 à Torigni-sur-Vire (Manche), est une journaliste et romancière française.

## Biographie
Après des stages d'été au quotidien Ouest-France, une licence de sciences économiques commencée à l'université de Rennes I et terminée à la Sorbonne à Paris, elle interrompt une maîtrise de Sciences politiques pour se lancer dans le journalisme. D'abord critique de cinéma dans un hebdomadaire spécialisé, elle devient reporter puis présentatrice des news sur RMC. Elle poursuit sa carrière à 95.2 FM, l'une des premières radios libres, dirigée alors par Robert Namias (futur patron de l'info de TF1), où elle présente le journal.
De 1984 à 1994, journaliste à Canal+, elle est une figure de la chaîne où elle présente les news dans Nulle part ailleurs avec Philippe Gildas, les Nuls, Antoine de Caunes, José Garcia, etc.
Le 3 avril 1993, elle présente le court journal de Nulle part ailleurs en direct quand Jean-Claude Van Damme lâche un rot alors qu'elle évoque la cohabitation entre François Mitterrand et Edouard Balladur.
Elle quitte Canal + en 1994 pour TF1, puis collabore à France 2, Téva, TV5 et La Cinquième où elle présente diverses émissions (La Cinquième rencontre, Secrets de famille…). Elle présente sur France deux l'émission "La preuve par l'image", magazine supprimé par la direction de la chaine en septembre 1995 dès son deuxième numéro après les accusations portées contre un reportage de Aziz Zemouri sur le trafic d'armes en banlieue qui aurait en fait été mis en scène avec de fausses armes. Elle tient le rôle du juge d'instruction dans le téléfilm de Marc Simenon Chien et chat avec Étienne Chicot et Roland Giraud en 1994 et, dans Le bonheur est dans le pré d’Étienne Chatiliez, elle prête sa voix au rôle de Marie-Sophie en 1995.[réf. incomplète]
En 2000, nouveau passage à Canal + avec Marc-Olivier Fogiel pour Un an de plus où elle commente l'actualité. C'est aussi le début d'une collaboration avec Laurent Ruquier sur Europe 1 et France 2 où elle participe à l’émission On a tout essayé jusqu'en 2008.
En 2005, elle réalise un portrait de la pianiste Hélène Grimaud pour Envoyé spécial sur France 2, Hélène Grimaud, pianiste absolue.
Sur Europe 1 en 2008, elle présente chaque matin, un billet d’humeur aux côtés de Marc-Olivier Fogiel. Elle y présente également la Revue de Presse pendant l'été 2010. Durant la saison 2010/2011, l'auditeur la retrouve dans Café culture aux côtés de Pierre de Vilno, Constance Chaillet, Aline Afanoukoé. En 2011, c'est Après la plage avec Emmanuel Maubert. Elle tente une brève expérience de comédienne avec Isabelle Mergault et Marie Laforêt, au théâtre des Variétés en 2004/2005, dans la pièce de Laurent Ruquier, La Presse est unanime (le rôle de la journaliste critique du Monde, Geneviève Trouparent, créé par Claude Sarraute), qu'elle joue cent fois. Après un récit sur son parcours dans le monde des médias En clair comme à la télé (Ramsay, 2003), elle entame une carrière d'écrivain et publie sept romans chez Flammarion. Ils sont repris en poche, dans la collection J'ai Lu. Elle reçoit le Prix Saint-Germain-des-Prés à l'occasion de la publication de La vie d'avant. Le roman Des jours parfaits est sorti le 15 mai 2013 chez Flammarion. En 2012, elle réalise un téléfilm consacré à la pianiste Hélène Grimaud, diffusé sur France 5 dans la collection Empreintes dirigée par Annick Cojean, et intitulé Hélène Grimaud, cet amour de la musique.[réf. nécessaire]
Dès le 8 juillet 2013, elle chronique En 1 mot ou 2 sur la station RTL, un billet d'humeur diffusé à 7 h 40. La même année, elle participe à Touche pas à mon poste ! sur D8 et assure une chronique littéraire sur France Musique Sans tambour ni trompette. L'année suivante, elle participe à L'Émission pour tous sur France 2 et à On refait le monde sur RTL.
Elle réalise régulièrement des actions en communication pour de grandes entreprises privées ou publiques.[réf. nécessaire]

## Publications
[réf. incomplète]
- En clair comme à la télé, Ramsay, 2003.
- Vue sur mer, roman, Flammarion, 2005.
- La Vie d’avant, roman, Flammarion, 2006.
- Les Heures chaudes, roman, Flammarion, 2007.
- Que le jour recommence, roman, Flammarion, 2009.
- Amusez-vous, roman, Flammarion, 2010.
- La belle impatience, roman, Flammarion, 2012.
- Des jours parfaits, roman, Flammarion, 2013.

## Filmographie
Réalisatrice
- 2012 : Hélène Grimaud, cet amour de la musique. (52 min) France 5

Actrice
- 1994 : Chien et chat (TV) : La juge
- 1994 : Cherche famille désespérément (TV)
- 1995 : Le bonheur est dans le pré d'Étienne Chatiliez : Marie-Sophie
- 1998 : L'Annonce faite à Marius d'Harmel Sbraire : Elle-même

Théâtre
- 2002 : La presse est unanime de Laurent Ruquier, mise en scène Agnès Boury, Théâtre des variétés.